# Netelia bicolor
Netelia bicolor är en stekelart som först beskrevs av Joseph Augustine Cushman 1934.  Netelia bicolor ingår i släktet Netelia och familjen brokparasitsteklar. Inga underarter finns listade i Catalogue of Life.